# Фрэнк Сарджесон
Фрэнк Сарджесон (англ. Frank Sargeson, настоящие имя и фамилия Фрэнк Норрис Дэви; 21 марта 1903, Уэкато, близ г. Гамильтон (Новая Зеландия) — 1 марта 1982, Окленд, Новая Зеландия) — новозеландский писатель.

## Биография
Родился в семье среднего достатка. До 1926 года изучал право в Оклендском университете. Затем два года работал юристом в Великобритании. С 1930 года постоянно проживал на родине в северном пригороде Окленда, Такапуна. Унаследовал родительское имущество и дом, который со временем на нескольких десятилетий стал местом сбора для Оклендской богемы и литераторов.
В 1930—1940-х годах Сарджесон испытывал значительные материальные трудности, а его литературный труд почти не приносил ему денег. Такое положение привело его в лагерь людей, симпатизирующих левым идеям. В частности, писатель выступал за более тесные отношения между Новой Зеландией и маоистским Китаем.
Фрэнк Сарджесон был геем в то время, когда гомосексуализм был вне закона в Новой Зеландии. В 1929 году он был арестован по обвинению в нарушении морали Веллингтона, но позже — оправдан и освобожден.
В 1954—1955 годах Фрэнк Сарджесон оказал человеческую и литературную поддержку тогда ещё начинающей писательнице Дженет Фрейм — он предложил ей часть своего дома, настаивал, чтобы она ежедневно писала, читал и рецензировал её рукописи.
Сарджесон умер 1 марта 1982 в Окленде.

## Творчество
Фрэнк Сарджесон — признанный мастер короткого рассказа с отточенным диалогом, раскрывающим сюжетную и идейную канву. Литературоведы считают его зачинателем новозеландского короткого рассказа.
Вместе с Кэтрин Мэнсфилд внес значительный вклад в признание новозеландской литературы в мире.
Начал писать в конце 1920-х, его короткие очерки, эссе и рассказы стали публиковаться с 1935 года.
В рассказах «Беседа с моим дядей» («Conversations with my uncle», 1936), «Парень и его жена» («A man and his wife», 1940), а также в автобиографическом эссе «До чердака и снова вниз» («Up onto the roof and down again», 1950—1951) бытовые эпизоды содержат социальные обобщения.
Сарджесон — автор дилогии «Когда дует ветер» («When the wind blows», 1945) и «Я видел во сне» («I saw in my dream», 1949).
Роман Сарджесона «Мемуары пеона» («Memoirs of a peon», 1965) является сатирой на авантюризм и духовную опустошенность буржуазных классов. В романе «Пережиток» («The Hangover», 1967) прозаик показал разложение личности в буржуазном мире.
На русском языке опубликована повесть «Мне приснилось» в переводе Норы Галь.

## Избранные произведения
- Tomorrow (1935)
- Conversation with My Uncle, and Other Sketches (1936)
- The Making of a New Zealander (1940)
- When the wind blows (1945)
- That Summer, and Other Stories (1946)
- I saw in my dream (1949)
- Wrestling with the Angel
- Joy of the Worm (1969)
- Once is Enough (1973)
- More than Enough (1975)
- Never Enough (1977) и др.